# Велика Пристава
Велика Пристава (словен. Velika Pristava) — поселення в общині Півка, Регіон Нотрансько-крашка, Словенія. Висота над рівнем моря: 449 м.